# BBC Master
Il BBC Master o Acorn Master è un microcomputer prodotto dalla Acorn Computers nel 1986, successore del BBC Micro Model B. Rispetto al predecessore, il sistema monta più memoria RAM (128 kB come standard, espandibile fino a 512) e un'evoluzione del processore MOS Technology 6502. Benché fosse mantenuta una certa retrocompatibilità con i modelli precedenti, molti programmi (in particolare videogiochi) ebbero problemi a funzionare correttamente: molti programmatori così si specializzarono a distribuire versioni corrette dei programmi, adattati al nuovo hardware, aggiungendo allo stesso tempo nuove caratteristiche permesse dalla maggiore quantità di memoria.

## Modelli

### Master 128
La versione standard, dove 128 indica la presenza di 128 kb di RAM (e di ROM).

### Master Turbo
Versione dotata di un secondo processore, un 65C102 a 4 MHz (comunque acquistabile a parte, e inseribile in un 128 "liscio".

### Master AIV
Essenzialmente un "Master Turbo" dotato di una interfaccia SCSI e un controller per un lettore di laserdisc (non incluso). Faceva parte del progetto multimediale BBC Domesday Project.

### Master ET
L'ET (acronimo di Econet Terminal) è un terminale utilizzabile in una rete di computer Econet. Dotato delle sole uscita video e di un'interfaccia per il collegamento di rete, è tecnicamente un "Master 128" privo dell'interfaccia cassette.

### Master 512
Versione dotata di un secondo processore (un Intel 80186 a 10 MHz) e 512 kb di memoria RAM. Queste caratteristiche rendono possibile l'utilizzo del sistema operativo DOS Plus e dell'interfaccia grafica GEM.

### Master Compact

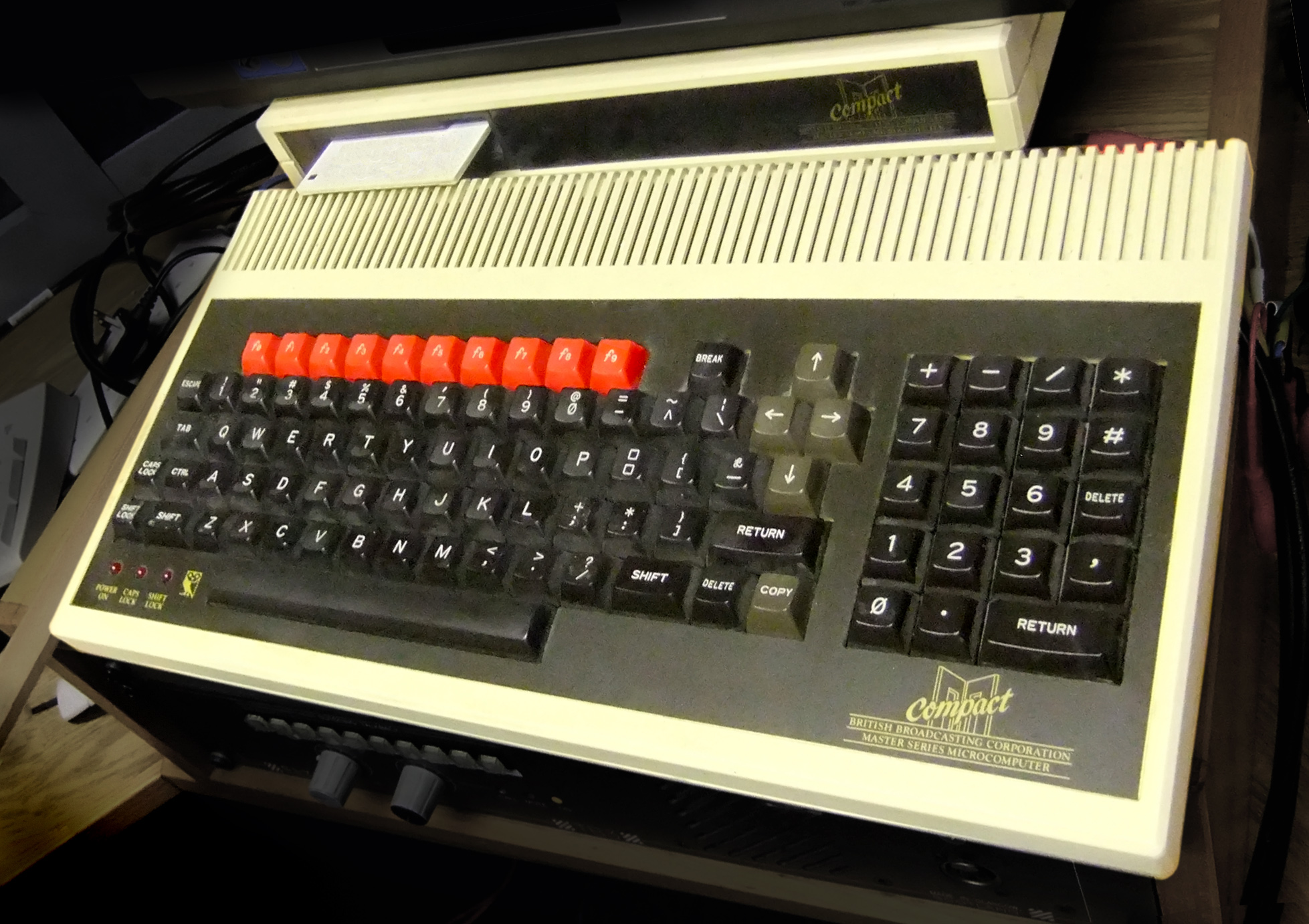
BBC Master Compact

Versione dotata di un lettore di floppy disk da 3½”, posto in una unità separata dalla tastiera e dall'unità centrale, ma soprattutto privo dei lettori di cassette e cartucce oltre che della porta RS-232. Nonostante fosse un sistema tutto sommato potente, le mancanze citate e l'arrivo sul mercato di altri concorrenti relegarono il "Master Compact" fra gli insuccessi dell'azienda, quando gli altri modelli godettero di buona popolarità fino all'inizio degli anni '90.
Questa versione fu prodotta nel 1986, quando le azioni di maggioranza della Acorn vennero acquistate dalla Olivetti; questo portò alla commercializzazione del sistema anche in Italia, con il nome di Olivetti Prodest PC 128 S: le uniche differenze sono il colore del case e la OS da 64k che all'accensione appare con le diciture Olivetti MOS e ADFS.